# Rabuhit
Rabuhit is een bestuurslaag in het regentschap Simalungun van de provincie Noord-Sumatra, Indonesië. Rabuhit telt 1955 inwoners (volkstelling 2010).